# دوریان درویت
دوریان درویت (انگلیسی: Dorian Dervite؛ زادهٔ ۲۵ ژوئیهٔ ۱۹۸۸) بازیکن فوتبال اهل فرانسه است.
از باشگاه‌هایی که در آن بازی کرده‌است می‌توان به باشگاه فوتبال چارلتون اتلتیک، باشگاه فوتبال بولتون واندررز، باشگاه فوتبال ساوتند یونایتد، باشگاه فوتبال تاتنهام هاتسپر، و باشگاه فوتبال لیل اشاره کرد.
وی همچنین در تیم‌های ملی فوتبال France national under-16 football team، زیر ۱۷ سال فرانسه، زیر ۱۸ سال فرانسه، زیر ۱۹ سال فرانسه، و زیر ۲۱ سال فرانسه بازی کرده‌است.